# Дипенау
Дипенау (нем. Diepenau) — община в Германии, в земле Нижняя Саксония.
Входит в состав района Ниэнбург-на-Везере. Подчиняется управлению Ухте. Население составляет 3973 человека (на 31 декабря 2010 года). Занимает площадь 70,05 км².
Коммуна подразделяется на 5 сельских округов.
| Год  | Население |
| ---- | --------- |
| 1990 | 3795      |
| 1995 | 3996      |
| 2000 | 4094      |
| 2005 | 4059      |
| 2010 | 3993      |